# Nuno Gonçalves
Nuno Gonçalves (fl. 1450-1467) è stato un pittore portoghese.

## Biografia

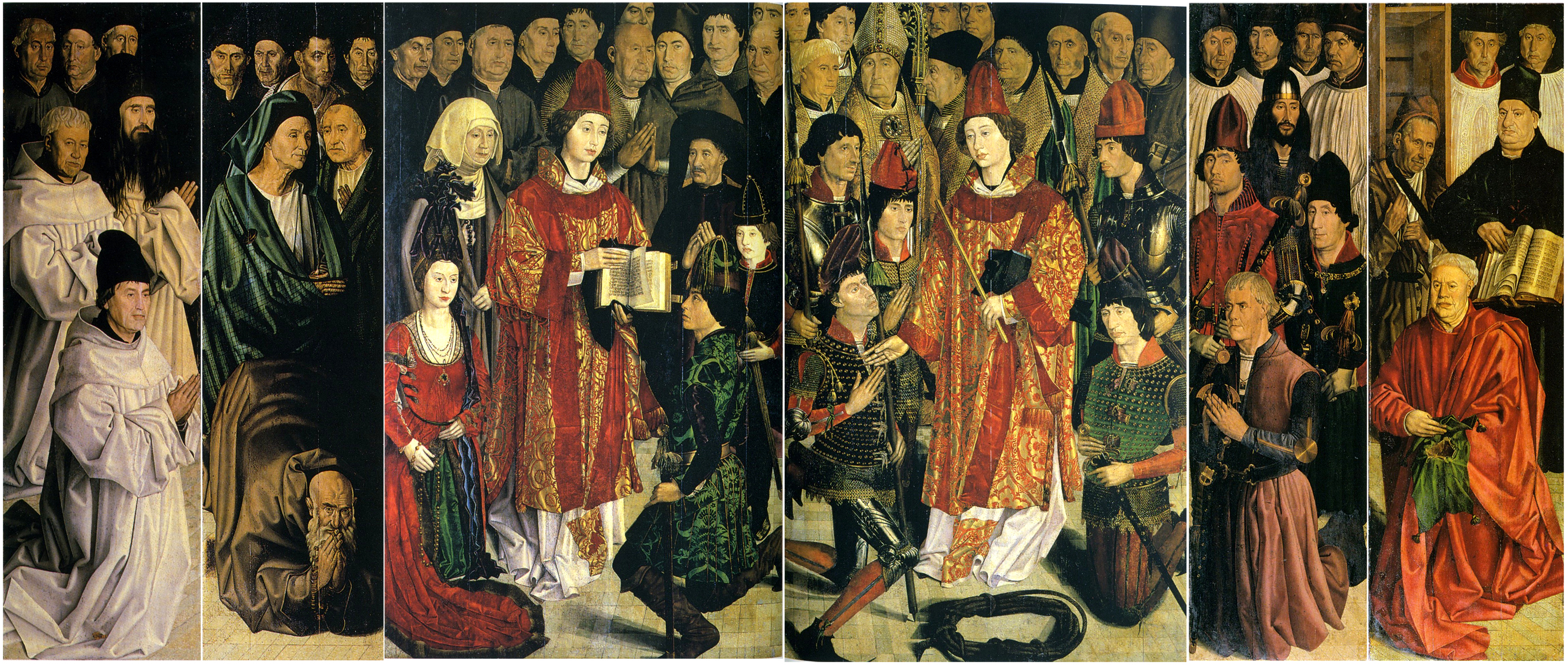
Trittico di San Vincenzo di Fora

### Vita e opere
Pittore portoghese di cui si hanno notizie solo dal 1450 al 1467.
Gonçalves, che Francisco de Holanda ha definito uno dei maggiori talenti creativi portoghesi del Quattrocento, fu pittore di corte sotto re Alfonso V.
La sua opera più nota, il Polittico di San Vincenzo per la cattedrale di Lisbona, rinvenuto nel 1880, è ora conservato al Museu Nacional de Arte Antiga a Lisbona. Questo lavoro è firmato Gvs, sulla scarpa di Alfonso V, ritratto in ginocchio ai piedi di san Vincenzo in uno dei sei pannelli conservati.
Il realismo d'origine fiamminga dei suoi quadri è qui reso dai colori sobri e dalla semplicità della forma, oltreché dal preziosismo che contraddistingue i panneggi e  le oreficerie. La diffusione di questo indirizzo artistico fu stimolata sia dall'importazione di molti lavori nordici, sia dalla presenza in terra portoghese di Jan van Eyck. Difatti, molti critici d'arte ritengono che Gonçalves fosse stato allievo del van Eyck a Bruges, dove avrebbe affinato le sue conoscenze della tecnica a olio. In questa opera non manca anche un gusto iberico, evidenziato nelle teste delle figure ritrattistiche.